# Sectoreophax
Sectoreophax es un género de foraminífero bentónico considerado como nomen nudum e invalidado, aunque también considerado un sinónimo posterior de Plagioraphe de la familia Lituotubidae, de la superfamilia Lituotuboidea, del suborden Lituolina y del orden Lituolida. Su rango cronoestratigráfico abarcaba el Triásico medio y superior.

## Discusión
Clasificaciones previas incluían Sectoreophax en el suborden Textulariina del orden Textulariida, o en el orden Lituolida sin diferenciar el suborden Lituolina.

## Clasificación
En Sectoreophax no se ha considerado ninguna especie.